# 傑·卡內斯
傑·卡內斯（Jay Karnes，1963年6月27日—）是美國的一位演員。他最著名的作品包括在FX電視台電視劇盾牌中飾演警探Holland "Dutch" Wagenbach角色。他出生在奧馬哈。

## 外部連結
- Jay Karnes在互联网电影资料库（IMDb）上的資料（英文）